# 松野町
松野町（日语：／ Matsuno chō）是位於日本愛媛縣南予地方的町，地處鬼北盆地内。境內約84%的面積被森林覆蓋，四萬十川的支流廣見川和目黑川流經町內，當地的人口集中在該兩條支流的沿岸。目黑川的源流滑床溪谷則位於足摺宇和海國立公園的範圍內。當地以「森林之國」為口號推動城鎮建設。松野町沒有加入愛媛縣推動的市町村合併（平成大合併），為愛媛縣人口最少的地方自治體。

## 地理
松前町周圍被海拔超過1000公尺的鬼城山脈與戶祇御前山脈的山岳包圍。

## 人口
| 松野町人口分布圖 |                                               |  |
| 松野町與日本全國年齡別人口分布比較圖 （2005年資料） | 松野町的年齡、男女別人口分布圖 （2005年資料） |  |
| ■紫色是松野町 ■綠色是全国 | ■藍色是男性 ■紅色是女性                       |  |
| 松野町人口變化 \| 1970年 \| 6,195人 \| \| \| 1975年 \| 5,822人 \| \| \| 1980年 \| 5,912人 \| \| \| 1985年 \| 5,682人 \| \| \| 1990年 \| 5,325人 \| \| \| 1995年 \| 5,038人 \| \| \| 2000年 \| 4,906人 \| \| \| 2005年 \| 4,690人 \| \| \| 2010年 \| 4,377人 \| \| \| 2015年 \| 4,072人 \| \| \| 2020年 \| 3,674人 \| \| |                                               |  |
| 資料來源：日本總務省統計中心提供之人口普查數據 |                                               |  |
| 1970年 | 6,195人                                       |  |
| 1975年 | 5,822人                                       |  |
| 1980年 | 5,912人                                       |  |
| 1985年 | 5,682人                                       |  |
| 1990年 | 5,325人                                       |  |
| 1995年 | 5,038人                                       |  |
| 2000年 | 4,906人                                       |  |
| 2005年 | 4,690人                                       |  |
| 2010年 | 4,377人                                       |  |
| 2015年 | 4,072人                                       |  |
| 2020年 | 3,674人                                       |  |

## 歷史
在1889年日本實施町村制時，現在的轄區在當時分屬北宇和郡明治村和吉野生村兩個行政區劃，其中明治村在1940年改名並改制為松丸町，1955年再與吉野生村合併，並直接從這兩行政區劃名稱中各取一個字命名為「松野町」。

### 變遷表
| 1889年4月1日 | 1889年 - 1926年 | 1926年 - 1954年                   | 1955年 - 1989年            | 1989年 - 現在              | 現在                       |
| ------------ | --------------- | --------------------------------- | -------------------------- | -------------------------- | -------------------------- |
| 明治村       | 明治村          | 1940年11月10日 改名並改制為松丸町 | 1955年3月31日 合併為松野町 | 1955年3月31日 合併為松野町 | 1955年3月31日 合併為松野町 |
| 吉野生村     |                 |                                   | 1955年3月31日 合併為松野町 | 1955年3月31日 合併為松野町 | 1955年3月31日 合併為松野町 |

## 交通

### 鐵路
松野町的鐵路為典型的地方單軌非電氣化線路，單輛柴油電車往返，列車運行車次少，主要用途是高中生上下學。距離町役場最近的車站是松丸車站，車站二樓設有溫泉設施。
- 四國旅客鐵道予土線：（往出目站）松丸車站 - 吉野生車站 - 真土車站（往西方站）

|  |  |

## 教育
町內有2所小學，町立松野西小學及松野東小學，中學1所町立松野中學，設有托兒所，6個月以上到入學前可公托。松野町的高中生要到隔壁的鬼北町愛媛縣立北宇和高中就讀。